# Andrew Lambrou
Andrew Lambrou, född 25 maj 1998 i Sydney, är en australisk sångare.
Lambrou är av grekcypriotisk härkomst.
2013 började Lambrou ladda upp covers på YouTube. Ett klipp av honom när han sjunger "Stay With Me" av Sam Smith blev viralt. År 2015 deltog hani den sjunde säsongen av talangprogrammet The X Factor Australia. 2017 började han skriva egna låtar och 2021 släppte han sin debutsingel "Throne". Detta följdes av ytterligare två singlar senare samma år; "Lemonade" och "Confidence".
År 2022 tävlade Lambrou i Australiens uttagning till Eurovision Song Contest: Eurovision – Australia Decides. Han slutade på sjunde plats med bidraget "Electrify". Han representerade Cypern i Eurovision Song Contest 2023 med låten "Break a Broken Heart".